# روز بوشهر
۱۸ اسفند سالروز تأسیس مدرسه سعادت در بوشهر، به عنوان روز ملی بوشهر نامگذاری شده است. بر طبق اسناد و منابع موثق؛ در روز ۱۸ اسفند مدرسه سعادت در بوشهر در دوران قاجار (در سال ۱۲۷۸ هجری شمسی) تأسیس شده بود. روز تاسیس این مدرسه تاریخی که مادر مدارس جنوب ایران محسوب می‌شود و شخصیت‌های برجسته‌ای در آن تحصیل کرده و فارغ‌التحصیل شده‌اند، تاریخ مناسبی برای نامگذاری روز بوشهر بود که در نهایت همین تاریخ انتخاب و اعلام شد.
در این روز، جشنواره های محلی برگزاری می شوند و نمایشگاه عکس، نصب المان های شهری در بوشهر و افتتاح برنامه های عمرانی و گردشگری برگزار می شود.

## مراحل نامگذاری

### فراخوان
در سال ۱۳۸۷، نشریات محلی بوشهر از محققان و صاحب نظران طی یک فراخوان، درخواست کرد تا روزی را به عنوان روز ملی بوشهر پیشنهاد کنند. قرار بر این بود که مستندترین روز به عنوان روز بوشهر توسط شورای شهر تعیین شود.

### نامگذاری
پس از پیشنهادها، با توجه به حروف ابجد و همراهی با مناسبت فرهنگی وتاریخی در استان بوشهر، بالاخره روز ۱۸ اسفند به عنوان روز تاسیس مدرسه سعادت در بوشهر، روز ملی بوشهر تصویب شد. روزها و مناسبت های دیگری هم با این روز هماهنگ هستند.

## پیشنهاد تغییر
در سال ۱۳۹۱، استاندار وقت بوشهر پیشنهاد تغییر روز ملی بوشهر به ۱۲ شهریور به مناسبت روز کشته شدن رئیسعلی دلواری را داد.